# Маралди (Жанасемейський район)
Маралди́ (каз. Маралды) — село у складі Жанасемейського району Абайської області Казахстану. Входить до складу Жиєналинського сільського округу.
Населення — 106 осіб (2021; 195 у 2009, 180 у 1999, 304 у 1989).
Національний склад станом на 1989 рік:
- казахи — 100 %